# Pierre Fresnay
Pierre Fresnay, pseudonimo di Pierre Jules Louis Laudenbach (Parigi, 4 aprile 1897 – Neuilly-sur-Seine, 9 gennaio 1975), è stato un attore francese.

## Biografia

### Il debutto
Figlio dell'insegnante Jean Henri Laudenbach e di Désirée Claire Dietz, fece la sua prima apparizione sulle scene teatrali all'età di 14 anni, grazie all'influenza dello zio materno Claude Garry, un famoso attore dell'epoca che gli procurò un piccolo ruolo nella pièce L'aigrette, messa in scena al Théâtre Réjane.
Nel 1914 fu ammesso al Conservatoire National de Musique et de Déclamation, studiando con Paul Mounet e Georges Berr. Nel 1915 entrò alla Comédie-Française, ottenendo subito un primo ruolo importante in Le jeu de l'amour et du hasard. Nello stesso anno debuttò nel cinema muto con France d'abord di Henri Pouctal, apparendo solo saltuariamente sul grande schermo durante gli anni venti, periodo in cui si affermò invece sul palcoscenico francese come uno dei più grandi interpreti teatrali del suo tempo.

### I grandi ruoli nel cinema
Ottenne il suo primo grande successo cinematografico in uno dei primi film sonori francesi, Marius (1931), diretto da Alexander Korda, il primo della trilogia marsigliese creata da Marcel Pagnol. Fresnay interpreterà il ruolo di Marius Olivier anche nei due episodi successivi, Fanny (1932) e César (1936).
Nel 1934 interpretò il ruolo di Armand Duval ne La signora dalle camelie di Abel Gance e Fernand Rivers, accanto all'attrice Yvonne Printemps, sua compagna d'arte e di vita dal 1932. Il loro sodalizio artistico fu riproposto a più riprese sul grande schermo, in particolare in Tre valzer (1938) di Ludwig Berger, adattamento dell'operetta musicata da Oscar Straus.
L'abilità tecnica di interprete e la perfetta dizione, affinate da anni di esperienza teatrale, consentirono a Fresnay di affrontare i ruoli più disparati: nel 1934 recitò in Inghilterra per Alfred Hitchcock nella prima versione de L'uomo che sapeva troppo, nella parte del misterioso agente francese Louis Bernard; l'anno successivo impersonò il marchese in miseria ne Il romanzo di un giovane povero (1935) di Abel Gance.
Nel 1937 interpretò il fiero ufficiale De Boëldieu, il nostalgico aristocratico che viene catturato dai tedeschi durante la prima guerra mondiale ne La grande illusione, capolavoro diretto da Jean Renoir, entrato nella storia del cinema per le sue tematiche di antimilitarismo. Nel 1941 vestì i panni del commissario Wenceslaw Wens nel poliziesco L'ultimo dei sei, ruolo che riprese l'anno successivo in L'assassino abita al 21 (1942) di Henri-Georges Clouzot.
Lo stesso Clouzot lo diresse due anni più tardi in un altro dei capolavori del cinema francese, Il corvo (1943). Nella parte del dottor Rémy Germain, tormentato medico di una cittadina di provincia francese, che resta vittima di inquietanti accuse di provenienza anonima, Fresnay toccò l'apice della propria carriera cinematografica.

### Il secondo dopoguerra
Subito dopo la liberazione, Fresnay trascorse un periodo di difficoltà, il suo nome essendo compreso in una lista nera di artisti che negli anni dell'occupazione avevano lavorato per la Continental Films, una casa di produzione cinematografica finanziata da capitali tedeschi. Dopo un periodo di detenzione di alcune settimane con l'accusa di collaborazionismo, fu prosciolto per l'inconsistenza delle prove a suo carico, e poté riprendere l'attività artistica.
L'interpretazione del sacerdote filantropo Vincenzo de' Paoli in Monsieur Vincent (1947) gli valse la Coppa Volpi per la migliore interpretazione maschile al Festival del Cinema di Venezia. Ruoli analoghi furono quelli in Dio ha bisogno degli uomini (1950) e in Lo spretato (1954), mentre ne Gli aristocratici (1955), l'attore interpretò il marchese De Maubrun, un aristocratico fallito, patriarca di una famiglia in disfacimento. Nel 1954 pubblicò la propria autobiografia, dal titolo Je suis comédien.
Verso la fine degli anni cinquanta, in coincidenza con il passaggio dal cinema tradizionale alla Nouvelle Vague, ritornò a recitare a tempo pieno sul palcoscenico, attività che di fatto non aveva mai abbandonato, in pièces quali La chienne aux yeux de femme, Cyrano de Bergerac, Marius, Jean III. Per il grande schermo interpretò ancora due ruoli di registro comico in Les affreux (1959) e in Allegri veterani (1960) accanto a Jean Gabin.

### Vita privata
Nel 1917 Fresnay sposò Rachel Berendt, sua compagna di studi al Conservatoire, dalla quale divorziò nel 1920. Nel 1923 sposò l'attrice belga Berthe Bovy, da cui si separò nel 1929.
Nel 1932 incontrò l'attrice Yvonne Printemps, con la quale formò una coppia di successo sulle scene come nella vita: i due attori non si sposarono mai, ma rimasero affettivamente legati fino alla morte dell'attore, avvenuta il 9 gennaio 1975, all'età di 77 anni.

## Filmografia parziale
- I misteri di Parigi (Les Mystères de Paris) (serial), regia di Charles Burguet (1922)
- Marius, regia di Alexander Korda (1931)
- Fanny, regia di Marc Allégret (1932)
- L'uomo che sapeva troppo (The Man Who Knew Too Much), regia di Alfred Hitchcock (1934)
- La signora dalle camelie (La Dame aux camélias), regia di Abel Gance e Fernand Rivers (1934)
- Il romanzo di un giovane povero (Le Roman d'un jeune homme pauvre), regia di Abel Gance (1935)
- Koenigsmark, regia di Maurice Tourneur (1935)
- César, regia di Marcel Pagnol (1936)
- Mademoiselle Docteur, regia di Georg Wilhelm Pabst (1937)
- La grande illusione (La Grande illusion), regia di Jean Renoir (1937)
- Alerte en Méditerranée, regia di Léo Joannon (1938)
- Adriana Lecouvreur, regia di Marcel L'Herbier (1938)
- Il sacrificio del sangue (Le Puritain), regia di Jeff Musso (1938)
- Chéri-Bibi, regia di Léon Mathot (1938)
- Tre valzer (Les Trois valses), regia di Ludwig Berger (1938)
- Il carro fantasma (La Charrette fantôme), regia di Julien Duvivier (1939)
- L'ultimo dei sei (Le Dernier des six), regia di Georges Lacombe (1941)
- Le journal tombe à cinq heures, regia di Georges Lacombe (1942)
- L'assassino abita al 21 (L'Assassin habite...au 21), regia di Henri-Georges Clouzot (1942)
- La mano del diavolo (La Main du diable), regia di Maurice Tourneur (1943)
- Il corvo (Le Corbeau), regia di Henri-Georges Clouzot (1943)
- Io sono con te (Je suis avec toi), regia di Henri Decoin (1943)
- Monsieur Vincent, regia di Maurice Cloche (1947)
- Barry - La fiaccola della vita (Barry), regia di Richard Pottier (1949)
- Dio ha bisogno degli uomini (Dieu a besoin des hommes), regia di Jean Delannoy (1950)
- Il valzer di Parigi (La Valse de Paris), regia di Marcel Achard (1950)
- La vita di Jean Henri Fabre (Monsieur Fabre), regia di Henri Diamant-Berger (1951)
- La grande rivale (Un grand patron), regia di Yves Ciampi (1951)
- Le voyage en Amérique, regia di Henri Lavorel (1952)
- È mezzanotte, dottor Schweitzer (Il est minuit, docteur Schweitzer), regia di André Haguet (1952)
- Lo spretato (Le Défroqué), regia di Léo Joannon (1953)
- Gli evasi (Les Évadés), regia di Jean-Paul Le Chanois (1954)
- Gli aristocratici (Les Aristocrates), regia di Denys De La Patellière (1955)
- I fanatici (Les Fanatiques), regia di Alex Joffé (1957)
- L'uomo dalle chiavi d'oro (L'Homme aux clefs d'or), regia di Léo Joannon (1957)
- Le insaziabili (Tant d'amour perdu), regia di Léo Joannon (1958)
- Les Affreux, regia di Marc Allégret (1959)
- Gli allegri veterani (Lex Vieux de la vieille), regia di Gilles Grangier (1960)

## Doppiatori italiani
- Giulio Panicali in Mademoiselle Docteur, La grande illusione, L'assassino abita al 21
- Emilio Cigoli in Il corvo (ridoppiaggio)[1], Lo spretato
- Augusto Marcacci in Monsieur Vincent
- Claudio Moneta in L'uomo che sapeva troppo (ridoppiaggio)

## Riconoscimenti
- Festival del cinema di Venezia
  - 1947 – Medaglia d'oro per Monsieur Vincent
- Nastro d'argento
  - 1951 – Migliore attore straniero per Dio ha bisogno degli uomini (Dieu a besoin des hommes)
- Festival di Karlovy Vary
  - 1952 – Miglior attore per La vita di Jean Henri Fabre
- BAFTA
  - 1953 – Candidatura a miglior attore straniero per Dio ha bisogno degli uomini (Dieu a besoin des hommes)
  - 1957 – Candidatura a miglior attore straniero per Lo spretato (Le defroqué)